# Karl von Forstner (General, 1790)

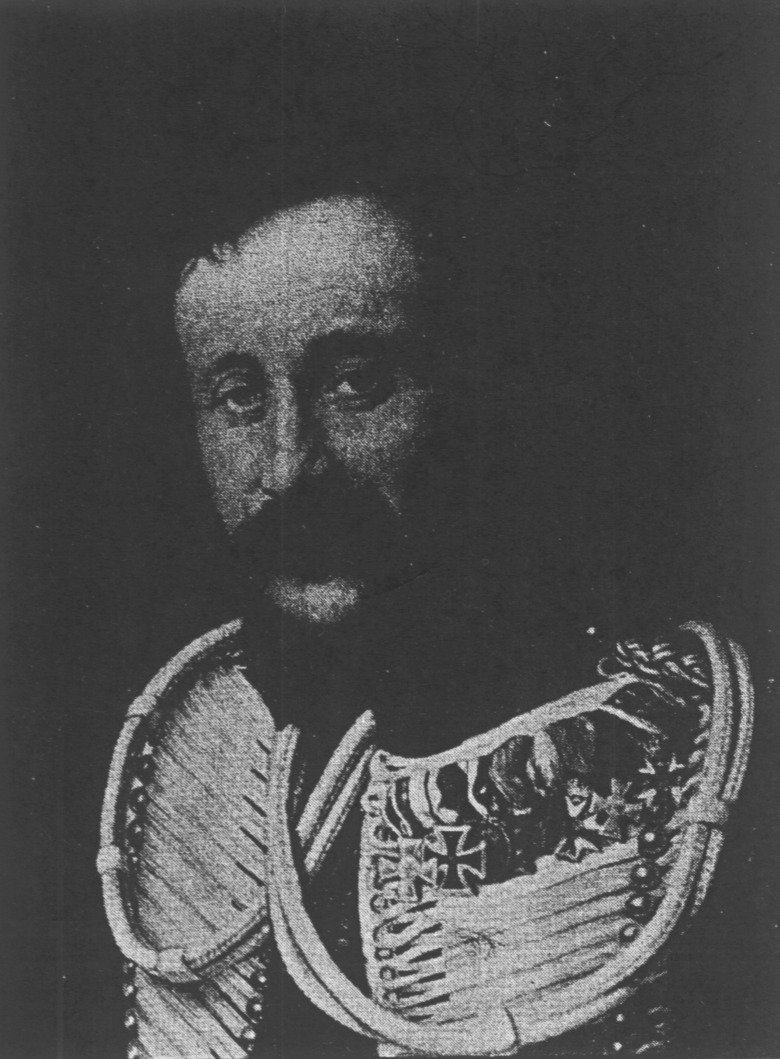
Karl von Forstner

Friedrich Karl Peter Gottlob Freiherr von Forstner (* 16. September 1790 in Ludwigslust; † 20. Mai 1857 auf Schloss Neuhaus bei Lübben) war ein preußischer Generalmajor.

## Leben
Karl war der Sohn des großherzoglich mecklenburgischen Kammerherrn und Oberschenks Wilhelm Joachim Jasper von Forstner (1751–1813) und dessen Ehefrau Gottliebe, geborene von Storch (1760–1794).

### Militärkarriere
Forstner trat 1804 als Fahnenjunker in die mecklenburgische Fußgarde ein und avancierte Ende Februar 1808 zum Sekondeleutnant. 1809/10 studierte er an der Eberhard Karls Universität Tübingen. Am 8. Oktober 1807 wurde er das 7. Mitglied der (Nieder-)Schwäbischen Landsmannschaft – Corps Suevia (I) (Inferior). Am 7. Januar 1807 gestiftet, gilt sie als Vorläufer des Corps Rhenania Tübingen. Er wechselte an die Universität Leipzig. Am 26. März 1810 nahm er seinen Abschied aus mecklenburgischen Diensten und trat drei Monate später in das Leib-Kürassier-Regiment der Sächsischen Armee. An der Seite Frankreichs nahmen die Sächsischen Truppen 1812 am Russlandfeldzug teil. Forstner diente während dieser Zeit als Ordonnanzoffizier von Napoleon Bonaparte. In dieser Stellung nahm er an den Schlachten bei Borodino, Smolensk, Kaluga, Witebsk, Krasnoi und Marislovitz teil. Napoleon zeichnete ihn persönlich am 18. August 1812 in Moskau mit dem Kreuz der Ehrenlegion aus. Bis Anfang März 1813 stieg Forstner zum Premierleutnant auf, bevor er am 15. Mai 1813 aus der Sächsischen Armee ausschied.
Er kehrte in mecklenburg-schwerinsche Dienste zurück und wurde am 22. Mai 1813 als Stabsrittmeister beim freiwilligen Jägerkorps zu Pferde angestellt. Während der Befreiungskriege nahm er am Gefecht bei Rostock sowie an der Blockade von Lübeck teil. Bei Sehestedt wurde Forstner so schwer am Kopf verwundet, dass er später die Erlaubnis erhielt, wegen seiner Kopfwunde stets einen Tschako tragen zu dürfen. Außerdem wurde er mit dem Ritterkreuz des Schwertordens und der mecklenburgischen Verdienstmedaille in Gold ausgezeichnet.
Am 1. Juni 1815 trat er dann als Freiwilliger in die Preußische Armee über, kämpfte in der Schlacht bei Ligny sowie bei Namur, wofür Forstner das Eiserne Kreuz II. Klasse erhielt. Er wurde am 3. September 1815 als Rittmeister in das Elb-Landwehr-Kavallerie-Regiment versetzt und am 18. März 1816 dem Dragoner-Regiment („Königin“) aggregiert. Mitte April 1818 folgte seine Kommandierung zum Generalkommando des II. Armee-Korps, wo er den Kronprinzen Friedrich Wilhelm kennenlernte, mit dem ihn Zeit seines Lebens eine Freundschaft verband. Unter Aggregation des 8. Ulanen-Regiments wurde Forstner am 1. Juli 1820 zu dessen Adjutanten ernannt und Ende März 1823 in das 8. Husaren-Regiment einrangiert. Nachdem er im September 1823 den Orden des Heiligen Georg V. Klasse erhalten hatte, wurde Forstner Anfang Mai 1824 zum Chef der 2. Eskadron in Düsseldorf ernannt. Mit der Beförderung zum Major rückte er am 11. April 1827 in den Regimentstab auf und war zugleich vom 22. Juli 1827 bis zum 14. Oktober 1830 als Direktor der Divisionsschule der 14. Division tätig. 
Am 13. November 1834 beauftragte man Forstner zunächst mit der Führung des 11. Husaren-Regiments in Münster und ernannte ihn am 30. März 1836 zum Kommandeur. Mit Patent vom 14. April 1839 wurde er am 30. März 1839 zum Oberstleutnant befördert, bevor man Forstner aufgrund seiner Kopfverletzung am 14. Juli 1839 mit Pension zur Disposition stellte.
König Friedrich Wilhelm III. genehmigte ihm weiterhin die Regimentsuniform tragen zu dürfen und sprach die Hoffnung auf eine baldige Gesundung aus. Nachdem Forstner sich wieder verwendungsfähig gemeldet hatte, wurde er am 30. März 1840 als Kommandeur des 6. Husaren-Regiments wieder in den aktiven Dienst übernommen. Mitte Oktober 1840 avancierte er in dieser Stellung zum Oberst und im September 1841 wurde er mit dem Johanniterorden ausgezeichnet. Aufgrund einer erneuten Verschlechterung seines Gesundheitszustandes in Folge seiner Kopfverletzung wurde Forstner am 10. März 1842 unter Verleihung des Charakters als Generalmajor mit Pension verabschiedet.
Am 30. März 1844 wurde Forstner bei den Generalen à la suite des Königs wieder angestellt und hatte ab dem 6. April 1844 in seiner Stellung die Uniform der Flügeladjutanten mit den Generalsepauletten zu tragen. Mitte Juni 1845 zeichnete man ihn mit dem Kommandeurkreuz I. Klasse des Hausordens vom Goldenen Löwen und anlässlich des Ordensfestes im Januar 1846 mit dem Roten Adlerorden II. Klasse mit Eichenlaub aus. Ende März 1847 erhielt er zudem das Patent zu seinem Dienstgrad. Während der Barrikadenkämpfe in Berlin wurde Forstner am 9. Mai 1848 durch einen Prellschuss am linken Bein verwundet und daraufhin am 9. Mai 1848 mit Pension in den Ruhestand versetzt.
Er starb am 20. Mai 1857 in Neuhaus bei Lübben und wurde auf dem Friedhof in Steinkirchen beigesetzt.

### Familie
Forstner heiratete am 26. Mai 1817 in Stargard in Mecklenburg Johanna von Gentzow (1794–1873). Das Paar hatte mehrere Kinder:
- Therese (1818–1881) ⚭ Louis von Katzler († 1869), preußischer Kammerherr, Herr auf Nistiz bei Glogau
- Veronika (1820–1913) ⚭ Karl von Houwald (1816–1883), preußischer Landrat des Kreises Lübben
- Reimar (* 1823), preußischer Oberstleutnant

⚭ 1864 Auguste Vogeler (1836–1877)
⚭ 1879 Emilie Moldenhauer, verwitwete Starklof (1839–1884)
⚭ 1887 Anna Mactuck
- Siegfried (* 1828), preußischer Leutnant, später amerikanischer Ingenieur-Oberstleutnant

⚭ Hermine Molly von Hugo (geschieden)
⚭ 1864 Marie-Adelaide Earley, aus Bristol, Pennsylvania